# 베네룩스

베네룩스의 세 나라

베네룩스의 기

베네룩스의 로고

베네룩스(Benelux)는 유럽의 벨기에와 네덜란드, 룩셈부르크의 세 나라 지역을 통틀어 부르는 말이다. 세 나라의 정부가 영국에 망명중이던 1944년, 세 나라간의 관세동맹을 맺으면서 세 나라의 이름을 따서 지으면서 부르기 시작했다.
관세 동맹은 1948년부터 발효되어 세 나라 간의 관세 철폐와 제3국에 대한 공통 관세의 내용을 담고 있다. 1960년에는 지역 내에서 노동, 자본, 서비스, 상품 등의 자유로운 왕래를 보장하는 베네룩스 경제 연합(Benelux Economic Union)으로 발전했다.
베네룩스는 1951년의 유럽 석탄 철강 공동체(ECSC)와 1957년의 유럽 경제 공동체(EEC)를 거쳐 유럽 연합을 만드는 시발점이 되었다. 베네룩스 세 나라는 서독, 프랑스, 이탈리아와 함께 이 단체의 창립을 함께 했다.
베네룩스 3국은 현재도 서로 영향을 주고 받으며 다른 어떤 나라들간의 연합보다도 더 끈끈한 관계를 가지고 있다.

## 역사
1648년 스페인의 지배를 받아왔던 네덜란드가 독립을 하였던 것을 시작으로 1830년 벨기에가 분리독립하였으며 1867년 룩셈부르크가 분리독립하면서 지금의 베네룩스라는 명칭이 생겼다. 이들 3국은 지리적으로 서유럽에 위치해있고 독일과 프랑스와 인접해 있으며 국가원수가 모두 국왕이나 대공이 다스리는 왕국과 공국으로 있다. 
이들 세 나라는 제2차 세계 대전 당시 나치 독일에 의해 모두 침공을 당한 고통을 겪었다. 한때 이들은 나치 독일의 침공에 대비하여 중립을 고수하였으나 나치 독일이 이를 무시하고 이들 3국을 모두 침공하면서 세 나라 모두 전후 중립을 포기하고 유엔과 북대서양 조약 기구에 모두 가입하였으며 1950년 한국 전쟁 때도 모두 자국 군인들을 파병하였다. 

## 같이 보기
- 발트 3국
- 캅카스 3국
- 북유럽 이사회